# Igreja de São Pedro e Todos os Santos (Battlesden)
A Igreja de São Pedro e Todos os Santos é uma igreja listada como Grau I em Battlesden, Bedfordshire, Inglaterra. Tornou-se um edifício listado no dia 23 de janeiro de 1961.